# کیک خوراک فرشته
کیک خوراک فرشته (به انگلیسی: Angel food cake) یا اِنجل کیک، نوعی کیک اسفنجی سبک و محبوب در آمریکاست که از مخلوط کردن سفیدهٔ تخم مرغ سفت شده، آرد گندم، شکر و مواد دیگر تهیه می‌شود. این کیک به کیک شیفون شباهت دارد و در همان قالب شیفون که به شکل میان تهی است، پخته می‌شود. ممکن است به تنهایی صرف شود یا با خامه، کرم کره، پودر یا خلال نارگیل و گیلاس تزئین شود. به علت اینکه در این نوع کیک تنها از سفیدهٔ تخم مرغ استفاده می‌شود، سفیدی خمیر آن ویژگی آنست. علت نامگذاری آن به علت سفید بودن آن است.

## مراحل انجام کار
روش پخت خوراک فرشته روش ویژه‌ای است که در آن هیچ نوع چربی در آن به کار نمی‌رود و تنها عامل برآمدن کیک، سفیده تخم مرغ زده می‌باشد. کیک‌هایی که با این روش تهیه می‌شود، بافت بسیار پوک و لطیفی دارد.
1. تمام مواد را از قبل دقیقاً اندازه‌گیری کنید. همه آن‌ها باید در دمای اتاق باشند. (۲۰ درجه سانتیگراد) به منظور دستیابی به حجم بیشتر بهتر است سفیده تخم مرغ کمی گرم تر باشد.
2. آرد را با نیمی از شکر غربال کنید. این مرحله به شما کمک می‌کند تا آرد بهتر با سفیده تخم مرغ مخلوط شود.
3. کرم تارتار و نمک را به سفیده تخم مرغ بیافزایید و با شدت بزنید تا کف کند.
4. در حال هم زدن کم‌کم باقی‌مانده شکر را به آن اضافه کنید. آنقدر بزنید تا به حالت قله خمیده برسد. زیاده از حد نزنید تا سفت و خشک نشود.
5. مخلوط آرد را روی سفیده بریزید و به آرامی با دست زیر و رو کنید تا جذب یکدیگر شوند. (زیاد هم نزنید)
6. خمیر را در قالب چرب نشده بریزید و بلافاصله در فر قرار دهید.[۲]